# Chiasmodon
Chiasmodon là một chi cá trong họ Chiasmodontidae.

## Các loài
Hiện hành có các loại sau đây:
- Chiasmodon asper M. R. S. de Melo, 2009
- Chiasmodon braueri M. C. W. Weber, 1913
- Chiasmodon harteli M. R. S. de Melo, 2009 Những con cá Chiasmodon harteli có thể nuốt những con mồi to hơn cơ thể chúng.[3]
- Chiasmodon lavenbergi Prokofiev, 2008[2]
- Chiasmodon microcephalus Norman, 1929
- Chiasmodon niger J. Y. Johnson, 1864
- Chiasmodon pluriradiatus A. E. Parr, 1933
- Chiasmodon subniger Garman, 1899